# Norvegiaodden
Norvegiaodden (norwegisch für Norvegiaspitze, englisch Norvegia Point) ist eine Landspitze an der Esmarchküste im Westen der Bouvetinsel. Sie liegt gut 4 km südlich des Kap Circoncision, der nordwestlichen Landspitze der Insel.
Eine erste grobe Kartierung wurde 1898 von der deutschen Valdivia-Expedition (1898–1899) unter Leitung des Zoologen und Tiefseeforschers Carl Chun vorgenommen. Eine neuerliche Kartierung erfolgte im Dezember 1927 bei der Forschungsfahrt der Norvegia unter Kapitän Harald Horntvedt (1879–1946). Benannt ist sie nach Horntvedts Schiff.